# 谢家街道
谢家街道，原为谢家镇，是中华人民共和国四川省眉山市彭山区下辖的一个乡镇级行政单位。2019年12月，撤销义和乡和谢家镇，设立谢家街道，以原义和乡和原谢家镇所属行政区域为谢家街道的行政区域。

## 行政区划
谢家街道下辖以下地区：
谢家场社区、吴埝村、毛河村、红石村、汉安村、石山村、李山村、岳油村和邓庙村。